# Akční adventura
Akční adventura je žánr počítačové hry, který vznikne kombinací adventury a akční hry. Akční adventura je tedy hra, která obsahuje jak adventurní, tak akční prvky. Tyto prvky se navzájem doplňují a výsledná hra pak obě kategorie přesahuje. Není vzácností, že akční adventury obsahují i arkádové prvky. Nebývá problém rozlišit mezi akční adventurou a adventurou, názory se často liší, pokud se jedná o rozlišení akce a akční adventury.
Charakteristické znaky akčních adventur:
- Ve hře je přítomen netriviální příběh
- Hráč se vrací na místa, která již navštívil
- Ve hře se vyskytují i neutrální či přátelské bytosti
- Hra vyžaduje přemýšlení nad rámec okamžité akce

## Plošinové hry
Odehrávají se v čistě dvojrozměrné projekci, často je více výškových úrovní, odtud označení plošinovky či platformovky.
- Another World
- Bermuda Syndrome
- Blackthorne
- Colony 28
- Doukutsu Monogatari, též Cave Story
- Flashback
- Multihero
- Ori And The Will Of The Wisps

## Trojrozměrné hry
- Alone in the Dark
- Assassin's Creed
- A Way Out
- Control
- Death Stranding
- Deus Ex
- Fade to Black
- God of War
- It Takes Two
- Little Big Adventure
- Shadowgun
- Spider-Man
- System Shock
- Tomb Raider
- Watch Dogs
- Star Wars Jedi: Fallen Order
- Batman Arkham Série